# Razdolnoje (rejon tambowski)
Razdolnoje (ros. Раздольное) – wieś w Rosji, w obwodzie amurskim, w rejonie tambowskim. W 2010 liczyła 1868 mieszkańców.